# Gérard Monnier-Besombes
Gérard P.M.J. Monnier-Besombes (ur. 4 lipca 1953 w Marsylii) – francuski polityk i biolog, od 1989 do 1991 poseł do Parlamentu Europejskiego III kadencji.

## Życiorys
Ukończył studia biologiczne, obronił doktorat poświęcony ekologii Morza Śródziemnego. Przystąpił do ugrupowania Zielonych, będąc jednym ze współzałożycieli jego struktur w Marsylii. Objął funkcję jego rzecznika prasowego, został też członkiem Narodowej Rady Interregionalnej. W 1989 uzyskał mandat posła do Parlamentu Europejskiego. Dołączył do grupy zielonych, został m.in. wiceprzewodniczącym Komisji ds. Petycji (1989–1991). Z Europarlamentu odszedł 4 grudnia 1991 (podobnie jak większość Zielonych rezygnując w połowie kadencji); zastąpił go Gérard Onesta. W 1997 i 1999 wybierany do władz krajowych partii jako sekretarz odpowiedzialny za wybory.